# Private Life
Private Life é um filme de drama estadunidense de 2018 dirigido e escrito por Tamara Jenkins. Estrelado por Kathryn Hahn e Paul Giamatti, estreou no Festival Sundance de Cinema em 18 de janeiro de 2018.

## Elenco
- Kathryn Hahn - Rachel
- Paul Giamatti - Richard
- Kayli Carter - Sadie
- Molly Shannon - Cynthia
- Denis O'Hare - Dr. Dordick
- Emily Robinson - Charlotte
- John Carroll Lynch - Charlie
- Desmin Borges - Sam
- Francesca Root-Dodson - Fiona